# Destination… Out!
Destination… Out! ist ein Jazz-Album von Jackie McLean. Es wurde am 20. September 1963 in Englewood Cliffs, New Jersey aufgenommen und auf Blue Note Records veröffentlicht.

## Das Album
Der Altsaxophonist Jackie McLean nahm ab Anfang der 1960er Jahre eine große Anzahl von Alben für das Blue-Note-Label auf, beginnend mit Swing, Swang, Swingin’ (1960) und endend mit Demon’s Dance 1968. Im Jahr 1963 stand der Altsaxophonist Jackie McLean stark unter dem Einfluss der Jazz-Avantgarde von John Coltrane und Ornette Coleman.
In diesem Jahr entstand die ungewöhnlich besetzte Quintett-Session mit dem Vibraphonisten Bobby Hutcherson und dem Posaunisten Grachan Moncur III, der auch drei der vier Kompositionen beisteuerte, so auch den ersten Titel des Albums, die auf einem einfachen Thema basierende Ballade Love and Hate. Jackie McLean notierte hierzu in den Liner Notes, in dem Stück „entdecke man Verlassenheit, Traurigkeit und Schönheit;“ jeder Aspekt „vermische sich und stehe (gleichzeitig) abseits der anderen, ein wahres Kunstwerk.“ Eine weitere Moncur-Komposition ist Esoteric; der Titel ist durch häufige Taktwechsel, vom 3⁄4-Takt- zum 4⁄4-Takt geprägt. Hutcherson und Haynes schaffen hier komplexe rhythmische Figuren.

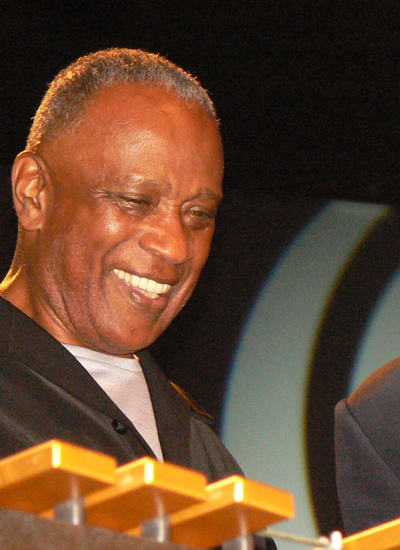
Bobby Hutcherson auf einem Konzert (2007)

McLeans kompositorischer Beitrag zu der Session, Khalil the Prophet, ist stärker als die anderen Titel von seiner Hardbop-Herkunft geprägt; der musikalisch wohl leichteste Titel des Albums. Der Saxophonist merkt an, dass das Stück von rhythmischen Variationen geprägt sei: „Die Melodie-Abschnitte haben eine Menge von Schlagzeug-Breaks und Roy Haynes händelt das mit einem Geschick, das von seiner Meisterschaft zeugt.“ Das letzte Stück des Albums stammt wiederum von Grachan Moncur III; Riff Raff ist ein „verstellter Blues“, so McLean, „Moncur schafft mit einer einfachen Linie eine Stimmung; Tempo und Melodie vermitteln das Gefühl vollkommener Entspannung.“
Das von Larry Miller gestaltete Cover des Blue Note-Albums gehört in die Reihe der sogenannten „Out“-Serie von damaligen LP-Titeln wie Out There (1960), Out to Lunch (1964) von Eric Dolphy und Joe Hendersons In’n’Out von 1964. Der Kritiker Robert Spencer wendet jedoch ein, dass McLean, obwohl dieser so ambitionierte Titel seiner ’60er Alben verwandte wie Let Freedom Ring, One Step Beyond und eben Destination…Out!, schließlich nie die Linie zum freien Spiel eines Coltrane oder Ornette Coleman überschritten habe.

## Bewertung des Albums

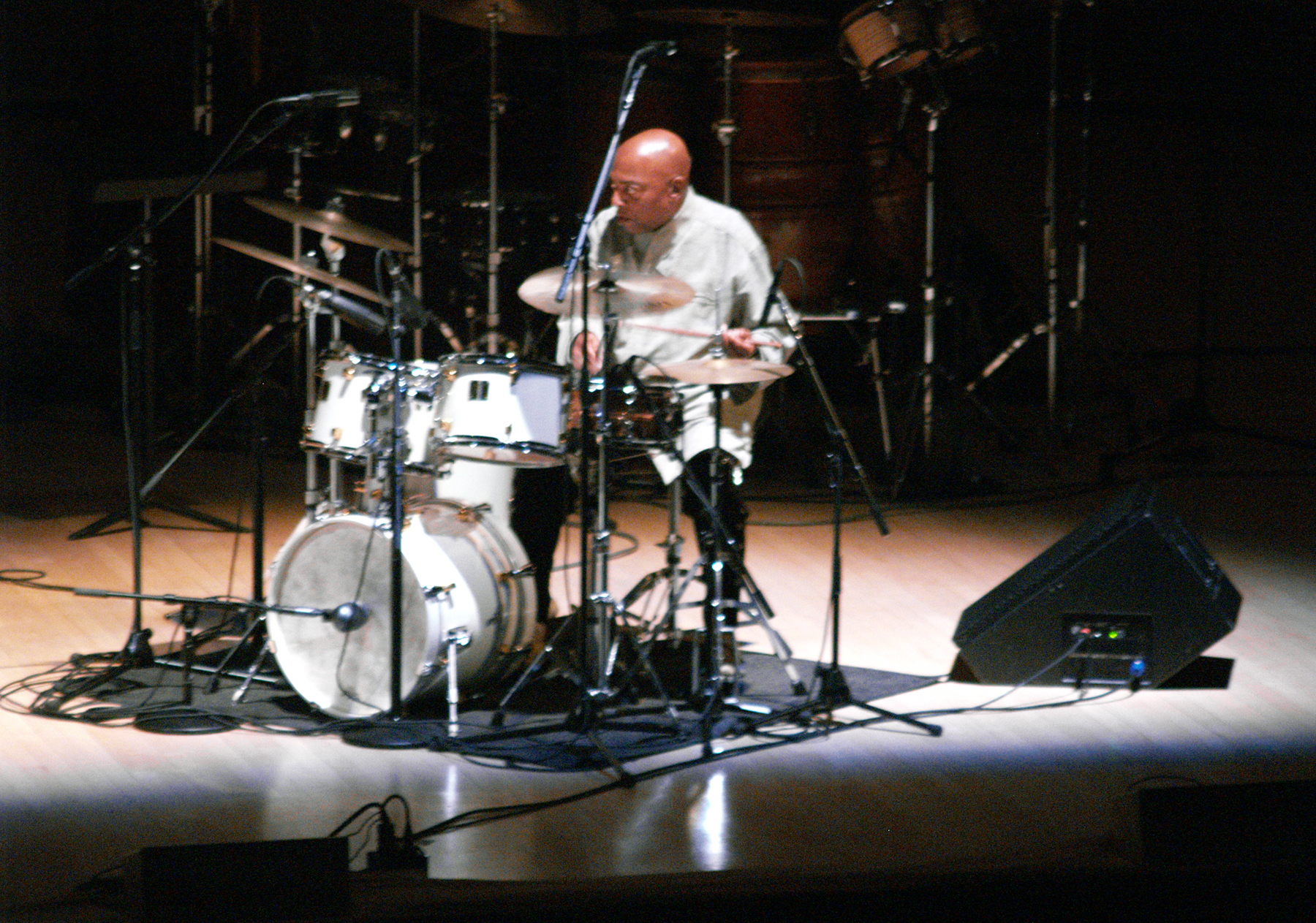
Roy Haynes live in der
Carnegie Hall im September 2007.

Richard Cook und Brian Morton betonen in ihrer Besprechung des Albums, das sie mit der zweithöchsten Bewertung auszeichneten, Destination Out! zeige schon in seinem signifikanten Titel den Einfluss der damaligen Free-Jazz-Bewegung auf den früher eher orthodoxen Bebopper McLean, der dennoch nicht mit den Traditionen breche. Daher sei Destination Out! ein großartiges Album, das beide Richtungen kombiniere. Bedauerlicherweise sei es eines der vergessenen Alben dieser Periode.
Der Kritiker Thom Jurek gab dem Album in AllMusic die Höchstnote und urteilte, Jackie Mclean hätte mit diesem Album – wie Eric Dolphy vor ihm – seine Version von kammermusikalischem Jazz in der Verbindung von Elementen des Blues-Feelings und dem Groove des Hardbop mit einem stimmungsvollen Rahmen. Durch seine Arbeit mit Grachan Moncur III und Bobby Hutcherson hätte er diese geistige Verbindung mit Dolphys Musik erreicht; die Kombination der drei Musiker mit der rhythm section aus Roy Haynes und Bassist Larry Ridley ergäbe eine perfekte Balance der Elemente; wenn es eine gelungene Blue Note-Session nach John Coltranes Blue Train gegeben hatte, hier sei sie. Neuartig war 1966, ein Album mit einer Ballade zu eröffnen; und McLean nutze Moncurs Love and Hate, indem er all die tonalen Möglichkeiten mit dieser Gruppe ausschöpfe; das Zusammenspiel der Musiker bestehe in dem gesteigerten Gespür für Form, Breaks und Rhythmus-Wechsel.
Wie auch beim Vorgängeralbum One Step Beyond sei es die Verwendung von Intervallen, die das Grundmotiv dieses Ensembles und Basis der Moncur-Kompositionen bilden würden, schreibt Jurek weiter. Seine Bläserlinien seien sparsam, eindrucksvoll, warm und werden von Hutchersons Vibraphonspiel als Texturen verwendet. Moncurs Kompositionen seien eher kantig und erinnerten eher an die melodischen Ideen Ornette Colemans zu Beginn der 1960er Jahre als an die modalen Betrachtungen Coltranes. Hutchersons Solo in Esoteric inmitten des komplexen, verwickelten melodischen Rahmens sei besonders grandios.
Khalil the Prophet, McLeans einziger kompositorischer Beitrag zu dem Album, zeige einen Sinn für Gestaltveränderung der Hardbop-Grundlagen durch ein harmonisches Zusammenspiel von Hutcherson, Moncur und McLean, McLean bewege sich dabei tief in den Wurzeln des Blues, ohne sich auf die bloßen 4/4-Strukturen zu beschränken. Hutcherson begleite sein wunderbar dumpfes Solo mit perkussivem Spiel und Arpeggio Figuren. Moncurs Riff Raff sei ein schlendernder Blues, der das Vibraphon als Kontrapunkt einsetzte; Moncur und McLean schaffen mit sinnlichen,funky schillernden Blues Groove. Von allen Blue-Note-Aufnahmen McLeans, resümiert Thom Jurek, von denen viele zu den klassischen Aufnahmen des Jazz gehören, rage Destination…Out! dadurch heraus, dass es wahre Beseeltheit und die Vielschichtigkeit seiner Kompositionen, des Arrangements und seiner singenden Stimmen ausdrücke.
Nach Ansicht des Kritikers Robert Spencer sei der eigentliche Kopf der Session Grachan Moncur III; er vergleicht die Konstellation McLean/Moncur mit dem Somethin’ Else Album (1958) von Cannonball Adderley, bei dem Cannonballs Sideman Miles Davis letztlich den Vogel abschieße. Bei Destination…Out! Für die Theorie, dass McLean seinen (bekannteren) Namen für ein Projekt hergegeben habe, das so völlig aus der reihe der anderen Jackie McLean-Alben dieser Zeit herausfalle, einschließlich One Step Beyond, bei dem auch Moncur präsent sei. Dennoch sei es herausragend wie ohne Moncur entstandenen McLean-Alben wie It’s Time oder Action.
Für Spencer mache allein schon Moncurs düster heranpirschendes Love and Hate die Bedeutung des Albums aus, in dem McLean (Love) und Moncur (Hate) kontrastreiche Soli setzen würden. McLean spiele dabei ungeheuer subtil. Ihm gelingen wohldurchdachte Musik mit einer größeren Breite an kommunikativer Kraft als in der Musik dieser Zeit üblich war: Destination… Out! sei zwar nicht in der Weise aufsehenerregend unkonventionell wie die Arbeiten von Zeitgenossen wie der damaligen Avantgarde, folge aber diesen Strömungen in der Integration von „Out“-Elementen in einen übergeordneten musikalischen Rahmen, was sehr zufriedenstellend ausfalle.
Das Blue-Note-Label habe in der Übergangszeit von der Moderne zur freien Musik eine entscheidende Rolle gespielt, und Jackie McLeans Destination… Out! hätte schon mit der Zusammenstellung des Quintetts, bei dem Bobby Hutchersons Vibrafon das Klavier und Grachan Moncour III’s Posaune die Trompeter ersetzen,  für ein Klangbild gesorgt, das die Aufbruchsstimmung jener Zeit, in der der Jazz den abstrakten Impressionismus der Malerei als Leitstern entdeckte, kongenial wiedergebe, schrieb Andrian Kreye in der Süddeutschen Zeitung.

## Die Titel
- BST 84165 (LP), 7243-5-71069-2-4 (CD, Rudy van Gelder-Edition)
  1. Love and Hate (Moncur) – 8:24
  2. Esoteric (Moncur) – 9:03
  3. Kahlil the Prophet (McLean) – 10:24
  4. Riff Raff (Moncur) – 7:09
- Bei der Session entstand noch ein unvollständiger Take von Secret Love, der aber nicht in das Album aufgenommen wurde.

## Weitere Anmerkungen
1. ↑  Thom Jurek: Besprechung des Vorgängeralbums One Step Beyond. AllMusic
2. ↑  Andrian Kreye: Freie Radikale. Süddeutsche Zeitung, 7. Februar 2023, abgerufen am 21. September 2023.